# Trissernis ochrochlora
Trissernis ochrochlora là một loài bướm đêm trong họ Noctuidae.